# Xenomani
Xenomani (av grekiska xenos, "främling", och mani'a, "galenskap"), överdriven förkärlek, mani, för allt utländskt. Lexikalisk motsats till xenofobi.
Bör ej misstas med xenologi.

## Inom kultur
Kulturell uppskattning hänvisar till attraktion eller beundran för en eller flera kulturer som inte är den egna. Individuella exempel brukar ofta ha suffixet -philia, från det antika grekiska ordet philia (φιλία), som betyder 'kärlek, tillgivenhet'. Kulturell xenofili kan enligt vissa källor vara kopplad till kulturell mindrevärdeskomplex. Det kan också vara områdesspecifikt, som fick romarna att tro att greker var bättre än romarna på musik, konst och filosofi.